# 原田大三郎
原田 大三郎（はらだ だいざぶろう、1956年10月21日 - ）は、日本の映像作家。多摩美術大学情報デザイン学科メディア芸術コースの教授であり、CGクリエイター・写真家・映像作家。
株式会社ドロップイン代表。ヴァイオリニストの原田幸一郎は兄。VJの先駆者など映像の新たな可能性を追求し、幅広く活動中。

## 来歴
福岡県生まれ。1995年の阪神淡路大震災をきっかけにスタートした神戸学校で三人兄弟の末っ子と語っている。長男（兄）がクラシックのバイオリニストである。
九州産業大学芸術学部を経て1983年に筑波大学大学院修了、1985年から庄野晴彦とビデオパフォーマンスユニットのRADICAL TVを結成し、また単独としても早くから映像やCG作家として活躍している。
坂本龍一、LUNA SEAやTM NETWORK、globe、安室奈美恵等のコンサート映像監督や演出などが有名。また多くの映画のCG製作やスチル写真撮影、またシャープ製液晶テレビのAQUOSで流れる映像作成やNHKでの仕事も多い。
2001年には小室哲哉、DJ DRAGONらとGABALLというテクノトランスユニットを結成し、自らはVJとして参加する。
2004年には東京都の品川駅近くにあるキヤノンサロンSで作品展の「Dynamics 衝突の力学 -ある有機体との出会い-」が開催。著名な戦闘機や独自製作の飛行体と様々な特性を持つ有機体との衝突をCGでシミュレーションし、プロジェクターで上映された。この作品展自体の趣旨は、造形物自体のリアリティーを楽しむというよりも、有機体と飛行体が衝突する際に双方が見せる複雑な変化の美しさに主眼が置かれ、その瞬間自体の気持ちよさを楽しむという内容となった。

## 人物像
小室哲哉からは「映像はデモ段階の物を見せるのは中々難しいけど、彼はデモの時点で動いて見せられることが出来るレベルの作品を1日で作ることが出来る」と賛辞を述べている。

## 受賞歴
- 1982年 第14回 日本国際美術展 ビデオ部門入選
- 1983年 第16回 現代日本美術展 ビデオ部門佳作入賞
- 1991年 エレクトリックシネマフェスティバル撮影賞
- 1994年 第1回 日本芸術文化振興賞
- 1994年 第9回 マルチメディアグランプリ（現デジタルコンテンツグランプリ 'MMA会長賞

## 参加作品

### テレビ
- 1986年 テレビ番組「浅田彰TV EV BROADCAST」制作
- 1987年 NHK教育 「日本 その心と形」タイトル演出（出演：加藤周一）
- 1988年 日本テレビ 「天才・たけしの元気が出るテレビ!!」 タイトル制作
- 1988年 フジテレビ 「サーキット・ナース」 原案・総合演出・CG制作
- 1989年 NHKスペシャル 「事故の博物館」 企画・演出 （出演：浅田彰／インゴ・ギュンター他）
- 1990年 NHKスペシャル 「いとうせいこうの'90年代論 噂だけの世紀末」映像演出
- 1990年 NHK HI-VISION作品 「MANDALA」 構成・演出（音楽：タンジェリン・ドリーム サウンド・エフェクト：ルーカスフィルム）
- 1990年 NHKスペシャル 「いま、世界が動く」 CG製作
- 1991年 NHKフルCG番組「DREAMS」CG制作
- 1992年 NHK教育 「音楽ファンタジー・ゆめ」 CG製作
- 1993年 NHKスペシャル 「驚異の小宇宙 人体II 脳と心」 CG監督（脳のCGは1995年公開「バットマン フォーエヴァー」で使用された）
- 1997年 NHK総合 「クローズアップ現代」 タイトル制作
- 2004年 テレビ朝日 「石橋を叩いて笑う〜ゴッホの耳〜」 ビデオスクラッチ
- 2004年 スカイパーフェクTV! 「Tribal kicks TV」 エグゼクティブディレクター

### 映画
- 1989年 「ノーライフキング」 CG監督（監督：市川準／原作：いとうせいこう）
- 1989年 「ストロベリータイムス 杉浦幸の個人教授」 監督
- 1996年 「スワロウテイル」 CG監督（監督：岩井俊二／出演者：三上博史、CHARA、伊藤歩など）
- 1997年 「金田一少年の事件簿 上海魚人伝説」 CG監督（監督：堤幸彦／出演者：堂本剛、ともさかりえなど）
- 2000年 「エターナルA.I.」 監督
- 2002年   オムニバス映画「Jam Films」 オープニング映像制作（監督：岩井俊二、北村龍平、篠原哲雄、飯田譲治、望月六郎、堤幸彦、行定勲）
- 2002年 「EGG」 VFX監督（監督：堤幸彦／出演者：チョ・ヘヨン、氏家恵、佐藤二朗など）
- 2003年 「恋愛寫眞」 VFX監督（監督：堤幸彦／出演者：広末涼子、松田龍平）
- 2005年 「Jam Films S」 「α」 監督 （出演者：内山理名、スネオヘアー）
- 2006年 「明日の記憶」 VFXスーパーバイザー（監督：堤幸彦／出演者：渡辺謙、樋口可南子）
- 2008年 「まぼろしの邪馬台国」 VFX監修 （監督：堤幸彦／出演者：吉永小百合、竹中直人）

### PV・CM
- 1986年 富士通 「FM77AV40」 CM
- 1996年 テーマパーク 「東京ジョイポリス」 PV
- 1997年 坂本龍一 featuring Sister M 「The Other Side of Love」 PV
- 1998年 SPEED 「RISE」 CM
- 1998年 「大和證券」 CM
- 2001年 SHARP 「AQUOS」 PV
- 2001年 SHARP 「AQUOS」 PV  -infinite color-
- 2001年 Kiss Destination 「DEAR MY CLOSE FRIEND」 PV
- 2001年 GABALL 「LIFE OF VIBE」 PV
- 2001年 R9 「trAst」 PV & CM
- 2001年 Female non Fiction 「FREEZE」 PV & CM
- 2001年 globe 「Stop! In the Name of Love」 PV & CM
- 2001年 globe 「genesis of next」 PV & CM
- 2001年 globe 「global trance」 CM
- 2002年 globe 「Many Classic Moments」 PV & CM
- 2002年 globe 「Many Classic Moments Remix」 PV
- 2002年 globe 「Lights2」 CM
- 2002年 SHARP 「AQUOS」 PV 『Symphony』
- 2002年 ARP 「AQUOS」PV 『Symphony Ver.2』
- 2002年 globe 「global trance 2」 CM
- 2003年 SHARP]「AQUOS」 PV 『MAGIC ISLANDS』
- 2003年 勝又亜依子 「I need you in my life」 PV
- 2003年 GABALL 「幸せの表現」 PV
- 2003年 globe 「global trance best」 CM
- 2003年 ピジョンズミルク 「りんご」 PV
- 2004年 ピジョンズミルク 「REBORN」 PV
- 2005年 LOVE PSYCHEDELICO 「Everyone, everyone」 PV
- 2008年 小室哲哉 「Arashiyama」 PV
- 2009年 レミオロメン 「Starting Over」  PV （撮影監督として参加）

### コンサート映像監督
- 1986年 立花ハジメ  「TAIYO SUN LIVE」
- 1993年 YMO  再生コンサート「テクノドン・ライヴ」（東京ドーム）映像制作
- 1994年 TMN  「TMN 4001 DAYS GROOVE」
- 1994年 坂本龍一 ワールドツアー 「sweet revenge」
- 1995年 坂本龍一 ツアー 「D&L」 CM制作も担当
- 1997年 坂本龍一 Playing Orchestra 「f」
- 1997年 安室奈美恵 ドームツアー 「mistio presents namie amuro SUMMER STAGE Concentration 20」
- 1997年 小室哲哉 中日邦交正常化25周年記念ライブツアー 「TK Presents GROOVE MUSEUM」 VJとしても参加
- 1998年 坂本龍一 DISCORD LIVE（in NEW YORK）
- 1999年 坂本龍一  OPERA 「LIFE a ryuichi sakamoto opera 1999」
- 2000年 LUNA SEA CONCERT TOUR 2000 「BRAND NEW CHAOS」
- 2000年 LUNA SEA 「LUNA SEA THE FINAL ACT TOKYO DOME」
- 2000年 TM NETWORK TOUR 「TM NETWORK TOUR MAJOR TURN-ROUND Supported by ROJAM.COM」
- 2000年 「Rendez-vous in Space 2001」 VJとしても参加
- 2001年 GABALL LIVE 「REPRESENT_01」 VJとしても参加
- 2001年 globe special live 「genesis of next」
- 2002年 globe  tour 2002 「category trance」
- 2002年 globe  tour 2002 「category trance & category all genre 1day SPECIAL」
- 2002年 小室哲哉 「TK PRESENTS SYNTHESIZED TRANCE」 VJとしても参加
- 2004年 TM NETWORK TOUR 「DOUBLE-DECADE TOUR "NETWORK"」
- 2004年 藤井フミヤ 「DIGITAL POP★STAR FF TV」
- 2005年 「Tribal Kicks TV Party」 VJとしても参加
- 2011年 葉加瀬太郎「THE BEST OF TARO HAKASE」
- 2012年 福山雅治「福山☆冬の大感謝祭 其の十二 史上最大の10DAYS!! Hotel de 福山」
- 2013年 福山雅治 「福山☆冬の大感謝祭 其の十三 今年もやっちゃっていいですか？ Hotel de 福山 II」
- 2014年 福山雅治 「WE'RE BROS TOUR 2014 HUMAN」
- 2014年 福山雅治 「冬の大感謝祭 其の十四 お待たせしました！あなたの街でもオープンしちゃわnight 旅する音楽の館、Hotel de Fukuyama III」
- 2015年 福山雅治  「福山☆夏の大創業祭 2015」
- 2015年 福山雅治 「福山☆冬の大感謝祭 其の十五」

### その他
- 1982年 坂本龍一 & 加藤登紀子 「愛はすべてを赦す」 インナーフォト
- 1983年「ビデオ83」フォルクローレ・ロマーノ美術館 出品（ローマ）
- 1983年 原美術館 「ハラ・マニュアル」出品（東京）
- 1983年 「Australia International Video Show」出品（シドニー）
- 1983年 西武美術館 （現セゾン美術館）「TV ROBOT 2」出品（東京）
- 1983年 Hong Kong Arts Centre「香港国際録影芸術展」出品（香港）
- 1983年 WAVE「電子植物園展」出品（東京）
- 1984年 渋谷東急109 「ホール109 オープニング VTR DISPOSE OF TOKYO」出品（東京）
- 1984年 パルコ パート3「INTERIOR展」（東京）
- 1984年 佐谷雅号「山口勝弘 VIDEO SPECTACLE GARDEN展」における環境音楽制作（東京）
- 1984年 WAVE「日本のVIDEO ART展」出品（東京）
- 1985年 福岡市美術館 「明日への造形 九州第五回展」出品（福岡）
- 1985年 渋谷西武百貨店 「ハイテクノロジーアート国際展」出品（東京）
- 1985年 庄野晴彦とビデオパフォーマンユニット RADICAL TVを結成
- 1985年 筑波 国際科学技術博覧会にて「TV WAR」映像パフォーマンス（音楽：坂本龍一／コンセプト：浅田彰）
- 1985年 筑波 国際科学技術博覧会の模様が収録されたビデオ作品「TV WAR」発売
- 1985年 「新世紀末ライブ月世界旅行」 細野晴臣とのジョイント（東京 後楽園ミニテント）
- 1985年 「第一回東京国際ビデオビエンナーレ」立花ハジメとのジョイント（東京 朝日ホール）
- 1986年 ニューヨーク近代美術館「NEW VIDEO JAPAN」招待作家として出品（アメリカ）
- 1986年 第1回「Australian Video Festival」招待作家として出品（オーストラリア シドニー）
- 1987年 メディアアートに関する世界的イベント アルス・エレクトロニカ（PRIX ARTS ELECTRONICA）出品（リンツ）
- 1987年 RADICAL TV ファーストアルバム「A・V KIDS」発売
- 1987年 RADICAL TV 初の単独ライブ「RADICAL TV HYPER CYCLE LIVE」実施 （インクスティック芝浦ファクトリー）
- 1987年「Australian Video Festival」招待作家として出品（シドニー）
- 1988年 「Japan Now, Sweden Now」出品（ストックホルム）
- 1989年 マルチ・メディア・ソフト「HYPER TIMERS」制作
- 1990年 「東京ハイパーリアル展」（東京・西武渋谷店）
- 1990年 マルチメディア・ソフト「HYPER QUIREBOYS」制作 発売：EMIミュージック・ジャパン（東芝イーエムアイ株式会社）
- 1991年 国際交流基金 海外巡回企画「日本のビデオアート・80年代」出品
- 1991年 NTT 電話網の中の見えないミュージアム「ネットワーク易システム」出品
- 1992年 Hi-Vision CGソフト「想像宇宙の電視図鑑」制作
- 1992年「Hakone Mulutimedia & Art Exhibition」出品
- 1994年 生物飼育プログラム 「A.L. Artificial Life」
- 1995年 「月刊カドカワ」連載 いとうせいこう著 「岩だらけのなつかしい星」 タイトルCG制作
- 1996年 アミューズメントパーク「SEGA 東京 ジョイポリス」用映像制作
- 1996年 Microsoft Windows 95対応ゲームソフト 「The Legend Of EDEN 2」 企画・CG制作
- 1998年 神戸ファッション美術館「THE AIR WARE」展覧会 （ファッションデザイナー 津村耕佑とのコラボレーション）
- 1999年 三井コラボレーション 原田大三郎CG in シンフォニー Metaboles 演奏：東京フィルハーモニー交響楽団東急 （Bunkamuraオーチャードホール）
- 1999年 ケン・イシイとのコラボレーションデジタルライブ“Robo MIX”（文化庁メディア芸術祭企画展“Robot-ism 1950-2000 〜鉄腕アトムからAIBOまで〜”オープニング）草月会館
- 1999年  初の作品集 「START OVER」出版（出版元：エクスメディア）
- 2000年 「文化庁メディア芸術祭」 Robot-ism展 「RoboMIX LIVE」
- 2000年 日和国交400周年記念イベント「VOYAGER LIVE」 映像演出（アムステルダム在住のミュージシャンSpeedy Jとのコラボレーション）
- 2001年 GABALL ファーストアルバム「REPRESENT_01」発売（CD ALBUM）
- 2001年 TM NETWORK 「Major Turn-Round 01」 DVD&VHS 映像監督
- 2001年 TM NETWORK 「Major Turn-Round 02」 DVD&VHS 映像監督
- 2002年 GABALL CD+DVD 「UPGRADED」
- 2002年 日中国交30年記念イベント 「日本メディア芸術祭展2002」ライブパフォーマンス
- 2004年 『広島アニメーションビエンナーレ2004』「フィギュア大博覧会」イメージムービー「EVOLUTION」
- 2003年「TOKYOEYE 原田大三郎☓Dj KENTARO」コラボレーションライブ（六本木）
- 2006年 第10回「文化庁メディア芸術祭」オープニングタイトル
- 2007年 第11回 「文化庁メディア芸術祭」オープニングタイトル
- 2008年 小室哲哉 「Far Eastern Wind - Winter」 ジャケットデザイン
  - 2008年 小室哲哉 「Far Eastern Wind - Spring」 ジャケットデザイン
  - 2008年 小室哲哉 「Far Eastern Wind - Summer」 ジャケットデザイン
  - 2008年 小室哲哉 「Far Eastern Wind - Autumn」 ジャケットデザイン
- 2008年 TKCOM 「Arashiyama Podcast feat. TETSUYA KOMURO & DAIZABURO HARADA」 小室哲哉との対談・iTunes Store配信・ポッドキャスト形式
- 2009年 葉加瀬太郎 「My Favorite Songs」 初回限定盤特典映像制作
- 2010年 葉加瀬太郎 「THE BEST VISION 〜葉加瀬太郎 meets 原田大三郎〜」DVDベスト選曲集
- 2010年 上海国際博覧会 日本館 映像制作
- 2011年 第14回「文化庁メディア芸術祭」オープニングタイトル
- 2012年 麗水国際博覧会 日本館 映像制作
- 2013年 「MEDIA AMBITION TOKYO（MAT）」ライブイベント「MAT LIVE」にアーティストとして参加。（共演者は高木正勝、テイ・トウワ、ピエール瀧など）
- 2013年 DOMMUNE BRUSH-STROKE sponsored by wacom「日本のクリエイションを考える」松岡正剛、佐藤薫と対談
- 2015年 「大気(air)：旋律(air)」展 出品

## 審査員歴
- 1999年「文化庁メディア芸術祭」デジタルアート（インタラクティブ／ノンインタラクティブ）部門 審査員
- 2000年 - 2001年「文化庁メディア芸術祭」 デジタルアート（インタラクティブ／ノンインタラクティブ）部門 副主査
- 2004年 - 2005年 学生CGコンテスト 審査員
- 2006年「文化庁メディア芸術祭」アート部門 審査員
- 2007年- 2008年「文化庁メディア芸術祭」アート部門 主査
- 2007年- 2013年 学生CGコンテスト 審査委員長

## 関連人物
- 堤幸彦
- 小室哲哉
- 坂本龍一